# 3446 Combes
3446 Combes è un asteroide della fascia principale. Scoperto nel 1942, presenta un'orbita caratterizzata da un semiasse maggiore pari a 2,3771777 UA e da un'eccentricità di 0,1574225, inclinata di 7,67845° rispetto all'eclittica.